# 八木沢元樹
八木沢 元樹（やぎさわ げんき、1993年3月4日 - ）は、日本の陸上競技選手。栃木県那須塩原市出身。那須拓陽高校、明治大学卒業。ヤクルト所属。5000m明治大学記録保持者。

## 来歴・人物
那須拓陽高校時代はインターハイ・国体や駅伝競走で活躍。同級生には、のちにヤクルトでも同僚となる高久龍(東洋大学卒業)がいる。
高校卒業後は明治大学に進学。1年生時は、当時主将で当時10000m日本学生記録保持者の鎧坂哲哉を上回るポテンシャルを持つスーパールーキーとして期待された。しかしトラックシーズンは目立った結果は残せず9月の合宿後には左太ももの骨膜炎を発症。練習を積めない日々が1か月以上続き、出雲駅伝・全日本大学駅伝は共に出走なし。しかし2012年1月に開催された第88回箱根駅伝では、各校のスピードランナーが集う4区を走り、54分53秒と同学年の田口雅也(東洋大学)に8秒及ばなかったものの、区間2位で5人抜きの快走を魅せ、チームの49年ぶりの総合トップ3(3位)に貢献した。
2年生時には同級生の有村優樹や大六野秀畝と共にチームの主力の立場になった。しかし前年同様、出雲駅伝、全日本駅伝の2つの大学駅伝は欠場。
2013年1月に開催された第89回箱根駅伝は前年同様4区を走り順位を2つ上げたが、58分21秒と区間7位と前年を上回る走りができず、チームは総合7位でフィニッシュした。
3年生時には5000mで、13分28秒79と明大新記録と早稲田大学の大迫傑に次ぐ現役学生2位のタイムをマーク。2013年10月に開催された出雲駅伝では2区(5.8km)を走り、6人抜きの快走し16分32秒と区間賞を獲得。5000メートル現役学生2位のタイムの意地を魅せた。2013年11月に開催された第45回全日本大学駅伝は各校のエースが集う2区を走ったが、順位を4つ下げてしまい39分47秒と区間11位となり、チームは3位でフィニッシュした。2014年1月に開催された第90回箱根駅伝は、初の3区を走り、前を走る早稲田大学との差を30秒縮める快走を魅せ、1時間03分27秒と区間2位でチームは往路、復路ともに7位ながら総合6位でフィニッシュした。
4年生になるとチームを引っ張る立場になった。しかし故障の影響で、出雲・全日本・箱根と相次いで欠場し、入学以来初めて大学三大駅伝を走らず卒業した。
大学卒業後はヤクルトに入社。2016年1月に開催された全日本実業団駅伝は、6区を走ったが順位を6つ下げてしまい、40分03秒と区間36位で、チームは23位でフィニッシュした。
2019年3月をもって、競技を引退。

## 戦績・記録

### 主な戦績
| 年   | 大会                           | 種目(区間) | 順位           | 記録       | 備考                |
| ---- | ------------------------------ | ---------- | -------------- | ---------- | ------------------- |
| 2010 | 沖縄インターハイ               | 1500m      | 2位(日本人1位) | 3分46秒50  |                     |
| 2010 | 千葉国体                       | 5000m      | 2位(日本人1位) | 13分57秒37 | 少年A               |
| 2011 | 全国都道府県対抗男子駅伝       | 1区(7.0㎞) | 区間賞         | 20分07秒   | ジュニアA優秀選手賞 |
| 2011 | 千葉国際クロスカントリー       | 8km        | 優勝           | 23分59秒   | ジュニア            |
| 2011 | 世界クロスカントリー選手権大会 | 8km        | 37位           | 24分34秒   | ジュニア            |
| 2012 | 日本ジュニア陸上競技選手権大会 | 5000m      | 2位            | 14分23秒33 |                     |
| 2014 | 関東インカレ                   | 1500m      | 2位(日本人1位) | 3分52秒23  |                     |
| 2014 | 関東インカレ                   | 5000m      | 4位(日本人2位) | 13分47秒39 |                     |

### 大学駅伝戦績
| 学年             | 出雲駅伝                   | 全日本大学駅伝               | 箱根駅伝                         |
| ---------------- | -------------------------- | ---------------------------- | -------------------------------- |
| 1年生 (2011年度) | 第23回 不出場              | 第24回 不出場                | 第88回 4区-区間2位 54分53秒      |
| 2年生 (2012年度) | 第24回 不出場              | 第44回 不出場                | 第89回 4区-区間7位 58分21秒      |
| 3年生 (2013年度) | 第25回 2区-区間賞 16分32秒 | 第45回 2区-区間11位 39分47秒 | 第90回 3区-区間2位 1時間03分27秒 |
| 4年生 (2014年度) | 第26回 不出場              | 第46回 不出場                | 第91回 不出場                    |

### 実業団駅伝戦績
| 年   | 大会             | 区間 | 区間順位 | タイム   | 備考 |
| ---- | ---------------- | ---- | -------- | -------- | ---- |
| 2016 | 全日本実業団駅伝 | 6区  | 区間37位 | 40分03秒 |      |

### 自己ベスト
- 1500m : 3分46秒50
- 5000m : 13分28秒79
- 10000m : 29分33秒63[6]